# Миля, Себастьян
Себа́стьян Ми́ля (пол. Sebastian Mila; род. 10 июля 1982 года, Кошалин) — польский футболист, полузащитник. Выступал за сборную Польши.

## Карьера
Воспитанник футбольных команд города Кошалина. Играл за любительские клубы «Гвардия» и «Балтык». В 2000 году стал игроком «Лехии», в которой и начал карьеру. В течение карьеры выступал за польские команды «Висла» (Плоцк), «Дискоболия», «Лодзь» и «Шлёнск». Также играл за венскую «Аустрию» и норвежскую «Волеренгу».
В составе юношеской сборной выступал на чемпионате Европы 1999 (второе место), чемпионате мира 1999 (4-е место в группе) и чемпионате Европы 2001 года (победитель). За старшую сборную сыграл 37 игр, 8 раз забивал голы. Поехал на чемпионат мира 2006 года, но не сыграл там ни одной игры.

## Личная жизнь
Двоюродный брат канадского хоккеиста Войтеха Вольского.

## Достижения
- Чемпион Польши: 2011/12